# 大分町
大分町（おおいたまち）は、かつて大分県大分郡にあった町である。

## 概要
1955年（昭和30年）2月1日に大分県大分郡稙田村、東稙田村、賀来村が合併（新設合併）して大分村が発足。2年後の1957年（昭和32年）4月1日）に町制を施行し、大分町となった。
1963年（昭和38年）3月10日には、大分市、鶴崎市、大分郡大南町、北海部郡大在村、同坂ノ市町と合併（新設合併）して新たに大分市となり、大分町は消滅した。
大分町は、1963年合併時の大分市の市域においては南西部を占め（ただし、2005年（平成17年）に野津原町などが大分市に編入されたため、現在の大分市の市域はさらに南西にも広がっている）、合併後には稙田地区と呼ばれている。大分市役所の支所として稙田支所が設置されている。
大分村・大分町が存続したのは通算約8年と比較的短期間であったが、この期間における大分県内には大分市と大分村・大分町が隣接し、併存していたことになる。また、大分市は1889年（明治22年）の発足から1911年（明治44年）の市制施行までの間は大分町という名称だったので、1957年（昭和32年）発足の大分町は2代目の大分町ということになる。なお、初代の大分町と2代目の大分町の町域は隣接するものの、重なってはいない。

## 歴史
- 1889年（明治22年）4月1日 - 町村制施行により、稙田（わさだ）村、西稙田（にしわさだ）村、東稙田（ひがしわさだ）村、賀来（かく）村が発足する。
- 1907年（明治40年）4月1日 - 稙田村と西稙田村が合併（新設合併）し、新たに稙田村となる。
- 1955年（昭和30年）2月1日 - 稙田村、東稙田村、賀来村が合併（新設合併）し、大分村となる。
- 1957年（昭和32年）4月1日 - 町制を施行し、大分町となる（一部地域は挾間町へ分離）。
- 1963年（昭和38年）3月10日 - 大分市、鶴崎市、大南町、大在村、坂ノ市町と合併（新設合併）し、新たに大分市となる。

## 交通
※消滅直前のデータ

### 鉄道
- 日本国有鉄道（国鉄）
  - 久大本線：賀来駅